# Куликова, Александра Николаевна
Алекса́ндра Никола́евна Кулико́ва (настоящая фамилия Чиркова; 6 марта 1943, Куликовка — 16 августа 2021) — советская и российская певица, солистка - вокалистка, автор-исполнитель своих песен. Народный артист РСФСР (1986).

## Биография
Родилась 6 марта 1943 года в селе Куликовка (псевдоним - девичья фамилия Куликова), Рузаевский район, Мордовская АССР. По национальности мокша.
С 1962 года — артистка и солистка хора Государственного ансамбля песни и танца Мордовской АССР «Умарина». В 1972 году — выпускница ВТМЭИ (Всероссийской творческой мастерской эстрадного искусства) (Москва). С 1980 года — солистка и художественный руководитель ВИА «Лайме» («Черемуха»). В 1985 году вышла сольная пластинка на студии Мелодия, «Я люблю свою Россию». В 1989 году о жизни и творчестве певицы был снят телевизионный фильм «Будьте счастливы, люди» (Куйбышевтелефильм). В 2000 году вышла сольная аудиокассета, в 2001 году выпущен первый сольный CD.

## Награды и звания
- 1967 Заслуженный работник культуры Мордовской АССР
- 1972 Заслуженный артист Мордовской АССР
- 12.08.1976 Заслуженный артист РСФСР
- 1979 Государственная премия Мордовской АССР
- 06.01.1986 Народный артист РСФСР
- 1997 Народный артист Республики Мордовия
- Медаль «Ветеран труда»
- Медаль «За пропаганду спасательного дела» (МЧС России)
- 2005 Орден Славы III степени (Мордовия)
- 2010 Медаль «XX лет МЧС России» (МЧС России)
- 2013 Почётный гражданин Республики Мордовия

## Семья
- Отец –  Куликов Николай Васильевич, участник Великой Отечественной войны.
- Мать – Куликова Мария Фёдоровна
- Муж – Чирков, Владимир Фёдорович, баянист [2]

Дочь - Аксенова (Чиркова) Татьяна Владимировна
Внуки - Аксенова Светлана Михайловна, Аксенова Наталья Михайловна